# Seid Hajrić
Seid Hajrić (Tešanj, 5 giugno 1983) è un ex cestista bosniaco con cittadinanza polacca.

## Palmarès
- Coppa di Polonia: 2

Włocławek: 2007
Rosa Radom: 2016